# Michał Maliszewski
Michał Maliszewski herbu Godziemba (ur. ok. 1560, zm. 1608) – opat komendatoryjny benedyktynów na Św. Krzyżu z woli Zygmunta III.
Profesję zakonną złożył w roku 1595 urząd pełnił do 1608 roku.

## Życiorys
Był sekretarzem królewskim i powiernikiem króla Zygmunta III w sprawach poselstw zagranicznych, bywalcem dworów krajowych i zagranicznych, znał kilka języków.
Pochodził ze starej kujawskiej rodziny, która nazwisko wzięła od wsi Maliszewo, w ziemi dobrzyńskiej.
Jakób (Jakusz) z Maliszewa, cześnik kujawski 1368 r., i Lutko z Maliszewa 1434 r. cytowani byli w Kodeksie Ryszczewskiego.
Ojciec Stanisław, sędzia grodzki bobrownicki w 1564 r. a następnie sędzia ziemski dobrzyński w 1598 r., miał synów, Michała, opata Benedyktynów Świętokrzyskich i Jana.

### Życie zakonne
Michał Maliszewski był pierwszym opatem komendataryjnym narzuconym mnichom świętokrzyskim przez króla.
Mimo że takiego obowiązku nie miał śłuby zakonne złożył obejmując opactwo.
Okazał się być sprawnym administratorem, w latach 1596–1601 wykonując zalecenie wizytatora biskupa Jerzego Radziwiłła z 1593 r., funduje i uposaża na przedmieściu Nowej Słupi pod Łyścem szpital i kościół ś. Michała.
Każe pisać kronikę klasztorną - Wojciech Ruffin. Reformuje zgromadzenie, porządkuje ekonomię dóbr klasztornych i włości dziesięcinnych.
Był mecenasem sztuki gromadził i kupował szczególnie piękne i kunsztownie wydane dzieła autorów zagranicznych. Interesował się literaturą prawniczą, którą gromadził na Świętym Krzyżu.
Ze zbiorów Michała Maliszewskiego pochodzą księgi niemieckiego uczonego, szczególnie w zakresie matematyki i astronomii, znawcy dzieł Archimedesa, a równocześnie teologa, kardynała i biskupa Brixen Nicolausa de Cusa (1401-1464).